# Обносов, Борис Викторович
Борис Викторович Обносов (род. 26 января 1953, Москва) — советский и российский инженер-механик по летательным аппаратам (1991), доктор технических наук (2005), заслуженный машиностроитель Российской Федерации (2023). Действительный член Российской академии ракетно-артиллерийских наук. Действительный член Российской академии космонавтики имени К. Э. Циолковского. Генеральный директор АО «Корпорация „Тактическое ракетное вооружение“» («КТРВ»). Почётный гражданин Московской области и города Королёва. «Почётный машиностроитель». Генерал-майор ФСБ в отставке. Герой Российской Федерации (2021).

## Биография
Родился 26 января 1953 года в Москве.
В 1976 году окончил Московский авиационный институт им. С. Орджоникидзе (МАИ) по специальности инженер-механик по летательным аппаратам, в 1983 году — инженерный поток мехмата Московского государственного университета им. М. В. Ломоносова по специальности прикладная математика, в 1979 году — аспирантуру МАИ, защитил кандидатскую диссертацию на тему «Исследование применения радиационного нагрева для совмещенного процесса листовой штамповки с закалкой при изготовлении деталей летательных аппаратов из термоупрочняемых алюминиевых сплавов».
С 1979 по 1993 годы работал на кафедре МАИ (с 1979 года младшим, с 1988 года старшим научным сотрудником на кафедре технологии производства летательных аппаратов, с 2005 года — доктор технических наук). С 1994 по 1998 год — первый секретарь постоянного Представительства РФ при ООН. С 1998 года — советник Департамента по вопросам безопасности и разоружения МИД РФ. С 1998 по 2001 год — заместитель генерального директора ФГУП «Российские технологии», ФГУП «Промэкспорт — оборонные технологии», советник генерального директора ФГУП «Промэкспорт». С 2001 по 2003 год — советник генерального директора, начальник управления оборонных технологий и космоса, начальник Департамента оборонных технологий и космоса ФГУП «Рособоронэкспорт». С февраля 2003 года — исполняющий обязанности генерального директора ФГУП «ГНПЦ „Звезда-Стрела“».
С 2003 года работает генеральным директором АО «Корпорация „Тактическое ракетное вооружение“». Одновременно (с 2009) является заведующим кафедрой Московского авиационного института.
Под руководством Б. В. Обносова АО «Корпорация „Тактическое ракетное вооружение“» успешно решает поставленные перед ними задачи по выпуску ракетного вооружения и развитию производства, строит жилье для сотрудников предприятия в городе Королёве.
На президентских выборах 2018 года в РФ был доверенным лицом В. В. Путина.
В 2024 году являлся доверенным лицом кандидата в президенты России Владимира Путина.

## Санкции
Борис Обносов, как генеральный директор  АО «Корпорация тактическое ракетное вооружение», специализирующийся на производстве ракет для Вооруженных Сил России, попал под санкции ряда стран стран после российского вторжения на Украину.
9 августа 2022 года внесён в санкционный список Великобритании.  24 марта 2022 года добавлен в санкционный список США против оборонно-промышленного комплекса России.
3 мая 2022 года попал в санкционный список Канады «близких соратников режима» за «соучастие в выборе президента Путина вторгнуться в мирную и суверенную страну».
6 апреля 2022 года добавлен в санкционный список Австралии. 24 июня 2022 года добавлен в санкционный спискок Украины. 12 октября 2022 года добавлен в санкционный спискок Новой Зеландии.
16 августа 2023 года Чехия ввела санкции в отношении Бориса Обносова, также под санкции попала его дочь Ольга Зорикова и зять Ростислав Зориков за ведение «деятельности, которая нарушает или угрожает территориальной целостности, суверенитету и независимости Украины».
18 декабря 2023 года Европейский Союз наложил на Обносова персональные санкции за его роль в войне России против Украины как главного ракетостроителя, одного из крупнейших бизнесменов в военно-промышленном комплексе и выгодополучателя от продолжающихся боевых действий. 21 июня 2024 года, по аналогичным основаниям, попал под санкции Японии

#### Арест имущества
22 августа 2023 года власти Чехии арестовали имущество Обносова, после введения в отношении него персональных санкций: 14 квартир, записанных на зятя Обносова Ростислава Зорикова и принадлежащую ему компания по аренде недвижимости Riomax

## Имущество
Согласно расследованию Фонда борьбы с коррупцией, имеет записанный на своего зятя Ростислава Зорикова четырёхэтажный дом в историческом районе Праги стоимостью 6 миллионов евро, а также пентхаус стоимостью около 1,1 миллиона евро и 3 квартиры, записанные на родственников Р. Зорикова. Изначально, из-за юридических проблем, чешские власти не смогли конфисковать недвижимость, но позднее заявили о том что рассмотрят возможность включения его в санкционный список. Из-за расследования ФБК депутаты Европарламента обратились к Еврокомиссии с требованием ввести санкции против Бориса Обносова и членов его семьи.

## Семья
Дочь — Зорикова Ольга Борисовна. Зориковой частично принадлежит фирма, через которую проходят государственные закупки для КТРВ.
Зять — Зориков Ростислав

## Награды и звания[38]

### Государственные
- Герой Российской Федерации (20 декабря 2021 года) — за значительный вклад в укрепление обороноспособности страны и высокий профессионализм, проявленный при решении задач особой государственной важности[39][40][41].
- Ордена «За заслуги перед отечеством» III и IV степени[42] (2017, 2012)
- Орден Дружбы (2008)
- Медаль «В память 850-летия Москвы» (1997)
- Заслуженный машиностроитель Российской Федерации (26 января 2023 года) — за заслуги в области машиностроения и многолетнюю добросовестную работу[43]
- Лауреат Государственной премии в области науки и технологий (2015)
- Лауреат Государственной премии Российской Федерации имени Маршала Советского Союза Г. К. Жукова (в составе группы учёных) (27 апреля 2022 года) — за создание системы авиационных многоцелевых управляемых ракет тактического назначения и управляемого комплекса ракетно-бомбардировочного вооружения модульного построения[44]
- Благодарность Президента РФ (2018)

### Правительственные
- Премия Правительства Российской Федерации в области науки и техники (2007, 2014)
- Почётная грамота Правительства РФ (2006, 2013)
- Почётная грамота Совета Федерации Федерального собрания РФ (2006)

### Ведомственные
- Медаль «За укрепление боевого содружества» (Министерство обороны РФ, 2002)
- Медаль «Участнику военной операции в Сирии» (Министерство обороны РФ, 2018)
- Медаль «За достижения в области развития инновационных технологий» (Министерство обороны РФ, 2017)
- Медаль «За отличие» (ФСВТС России, 2013)
- Медаль «За заслуги в обеспечении национальной безопасности» (Совет безопасности РФ, 2017)
- Медаль «Трудовая доблесть» (Минпромторг РФ, 2017)
- Памятный знак директора ФСВТС России (2012)
- Золотая медаль имени В. Ф. Уткина
- Почётное звание «Почётный авиастроитель» (2013)
- Звание «Почётный машиностроитель» (2007)
- Лауреат Национальной премии «Золотая идея» ФСВТС России в номинации «За личный вклад, инициативу и усердие в решении задач военно-технического сотрудничества» (2007)
- Лауреат премии и Золотая медаль имени П. В. Дементьева (ОАО «Авиапром», 2012)
- «Лауреат года» Министерства промышленности и науки Московской области в номинации «Лучший руководитель промышленной организации» (2011)

### Региональные
- Звание «Почётный гражданин Московской области» (29 августа 2019)[45]
- Орден «Ивана Калиты» Московской области (2010)
- Знак «За заслуги перед Московской областью» II степени (2017)
- Знаки Губернатора Московской области: «Благодарю», «За труды и усердие» (2008), «За вклад в развитие Московской области» (2013)
- Почётный знак Московской областной Думы «За труды» (2017)
- Благодарность Губернатора Московской области (2007)
- Звание «Почётный гражданин города Королёва» (2012)
- Знак отличия города Королёва «За заслуги» I степени (2012)
- Почётный знак «Серебряный герб города Королёва»

### Общественные
- Орден Преподобного Серафима Саровского III степени (2016)

### Иностранные
- Медаль «За укрепление международного сотрудничества» (ПМР) (2018)

## Труды
- Обносов Б. В., Очковский А. А. Системы наведения для управляемых авиационных бомб // Электронный журнал «Труды МАИ». — 2011. — Вып. 48.
- Обносов Б. В., Данеко А. И., Захаров И. В., Трубников А. А., Решетников Д. А. Методы и средства повышения эффективности испытаний унифицированных автоматизированных систем контроля // Электронный журнал «Труды МАИ». — 2012. — Вып. 62.
- Обносов Б. В., Данеко А. И., Захаров И. В., Трубников А. А., Решетников Д. А. Функциональный контроль подсистем ракеты класса «воздух-воздух» малой дальности // Электронный журнал «Труды МАИ». — 2012. — Вып. 62.